# ムスリム・マゴマエフ
ムスリム・マゴマエフ（アゼルバイジャン語: Müslüm Məhəmməd oğlu Maqomayev / Мүслүм Мәһәммәд оғлу Магомајев；ロシア語: Муслим Магометович Магомаев、1942年8月17日 - 2008年10月25日）は、アゼルバイジャンの歌手、作曲家、俳優である。

## 経歴
1942年8月17日、アゼルバイジャン・ソビエト社会主義共和国のバクーに生まれる。
60年代から70年代にかけて歌手としてソビエト連邦で活躍し、アゼルバイジャンを象徴する人物となった。また、ソ連内外の作曲家や歌手の曲のカバーも行った。その歌唱力から「ソビエトのシナトラ」とも呼ばれた。主に歌手として活動していたが、作曲家や俳優としても活躍した。1973年には、ソ連人民芸術家の称号を授与された。
2008年10月25日、ロシアのモスクワで死亡。死因は虚血性心疾患であった。